# Place Me Linh

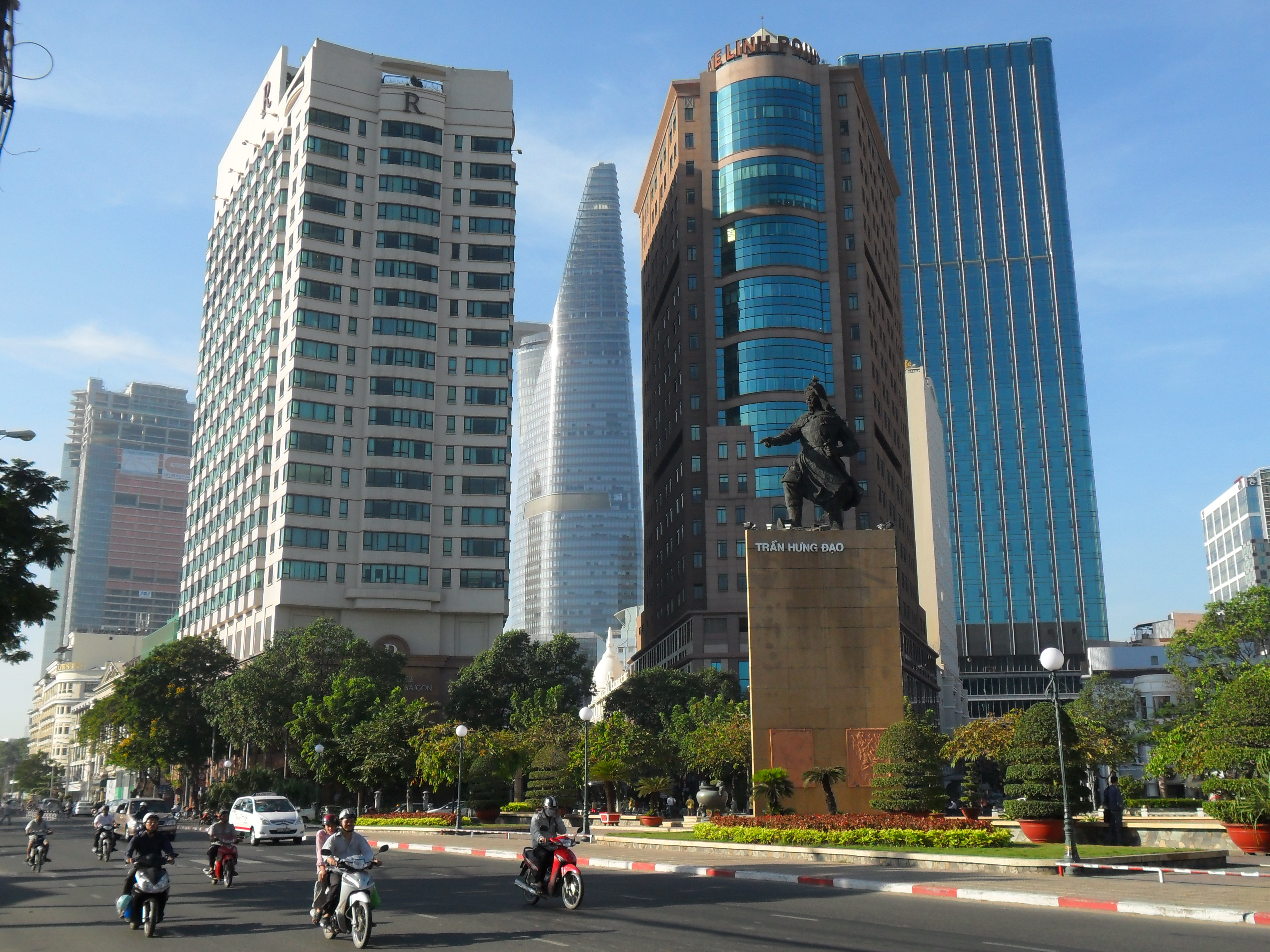
Place Me Linh en 2012.

La place Mê Linh (vietnamien : Công trường Mê Linh) est une place située à côté de la rivière de Saïgon dans le 1er arrondissement, du centre-ville d'Hô Chi Minh-Ville au Viêt Nam. La place a une forme semi-circulaire et abrite une statue de Trần Hưng Đạo, elle est séparée de la rivière de Saïgon par le quai Bạch Đằng,.